# تامانیشیکی سانه‌مون
تامانیشیکی سانه‌مون (به ژاپنی: 玉錦 三右衛門) کُشتی‌گیر سوموی اهل استان کوچی در کشور ژاپن است که سی‌ودومین کشتی‌گیر دارای رتبهٔ یوکوزونا محسوب می‌شود. وی در سال ۱۹۳۲ میلادی به این مرتبه ارتقا یافت و در سال ۱۹۳۸ میلادی بازنشست شد. تامانیشیکی سانه‌مون توانست ۹ بار قهرمان (یوشو) مسابقات سومو شود.